# Risco
El Risco és un municipi de la província de Badajoz, a la comunitat autònoma d'Extremadura.

## Situació
Està situat en mig de Garlitos i Sancti-Spíritus. Pertany a la comarca de La Siberia i al Partit judicial de Herrera del Duque.

## Història
L'any 1594 formà part de la Terra de Capilla en la Província de Trujillo.
Amb la caiguda de l'Antic Règim, la localitat es constitueix en un municipi constitucional en la regió d'Extremadura. Des del 1834 va quedar integrat al Partit judicial de la Puebla de Alcocer. Al cens de 1842 comptava amb 56 llars i 216 veïns.

## Monuments
A dies d'ara Risco té diferents punts d'interès, com la Parròquia de San Blas, situat al centre de la localitat construïda al segle xviii.
També trobem l'Ermita de Nuestra Señora de la Buena Dicha i l'Ermita de San Isidro a la finca "El Mato".

## Cultura
El Risco tot i tenir 152 habitants té una biblioteca pública, on es fan diferents exposicions durant l'any. A més de ser un poble que té un Telecentre, on es proveeix d'accés gratuït a Internet.

## Esports
Per fer esport, el poble té una pista poliesportiva per practicar: futbol sala, tenis, bàsquet.
L'any 2009, la localitat compta també amb una piscina municipal. I el 2013, es va incorporar una pista de pàdel. Els dos últims els trobem a la finca "El Mato".

## Festes
-San Blas (3 DE FEBRER)
-Virgen de la Buenadicha (22 DE AGOST)